# Lipin Bor
Lipin Bor (ros. Липин Бор) – wieś (sieło) w Rosji, w obwodzie wołogodzkim, ośrodek administracyjny rejonu waszkińskiego. W 2010 liczyła 3673 mieszkańców.